# アントニオ・ガルシア・アランダ
トニョ（Toño）ことアントニオ・ガルシア・アランダ（Antonio García Aranda、1989年11月7日 - ）は、スペイン・マドリード州アルカラ・デ・エナーレス出身のサッカー選手。セグンダ・ディビシオン・SDエイバル。ポジションはDF。

## 経歴
2011年6月9日、ビジャレアルCF Bに移籍した。
2013年1月15日、6月までの期限付きでセグンダ・ディビシオン（2部）のCEサバデルに期限付き移籍した。
2014年8月6日、プリメーラ・ディビシオン（1部）のレバンテUDと5年契約を結んだ。
2021年8月3日、セグンダに降格したSDエイバルにフリーで移籍し、1年契約を交わした。

## 人物
2009年1月、資金洗浄と強要罪の疑いで逮捕されたが、同月中に釈放された。